# U2AF1L4
U2AF1L4 (англ. U2 small nuclear RNA auxiliary factor 1 like 4) – білок, який кодується однойменним геном, розташованим у людей на довгому плечі 19-ї хромосоми. Довжина поліпептидного ланцюга білка становить 220 амінокислот, а молекулярна маса — 25 744.
| 10         |  | 20         |  | 30         |  | 40         |  | 50         |
| ---------- |  | ---------- |  | ---------- |  | ---------- |  | ---------- |
| MAEYLASIFG |  | TEKDKVNCSF |  | YFKIGVCRHG |  | DRCSRLHNKP |  | TFSQTIVLLN |
| LYRNPQNTAQ |  | TADGSHCHVS |  | DVEVQEHYDS |  | FFEEVFTELQ |  | EKYGEIEEMN |
| VCDNLGDHLV |  | GNVYVKFRRE |  | EDGERAVAEL |  | SNRWFNGQAV |  | HGELSPVTDF |
| RESCCRQYEM |  | GECTRGGFCN |  | FMHLRPISQN |  | LQRQLYGRGP |  | RRRSPPRFHT |
| GHHPRERNHR |  | CSPDHWHGRF |  |            |  |            |  |            |

A: Аланін

C: Цистеїн

D: Аспарагінова кислота

E: Глутамінова кислота

F: Фенілаланін

G: Гліцин

H: Гістидин

I: Ізолейцин

K: Лізин

L: Лейцин

M: Метіонін

N: Аспарагін

P: Пролін

Q: Глутамін

R: Аргінін

S: Серин

T: Треонін

V: Валін

W: Триптофан

Задіяний у таких біологічних процесах, як процесинг мРНК, сплайсинг мРНК, ацетилювання, альтернативний сплайсинг. 
Білок має сайт для зв'язування з іонами металів, іоном цинку, РНК. 
Локалізований у цитоплазмі, ядрі.